# Церковь Святой Троицы (Алжир)
Свято-Троицкий храм — православный храм в городе Алжир, столице государства Алжир, располагается в помещении многоквартирного, многоэтажного здания в центральном районе города. Первоначально основан, наряду с другим приходом в Алжире, посвященном святому апостолу Андрею Первозванному русскими эмигрантами первой волны.

## История
Среди русских, в составе экипажей, пришедшей в 1920 году в Северную Африку Русской эскадры были 13 православных священников. Церковные службы проходили на специально оборудованной для этих целей палубе броненосца «Георгий Победоносец» и в церкви святого Павла Исповедника, устроенной в созданном в одном из казематов старого военного форта Джебель Кебир недалеко от Бизерты Морском корпусе и действовавшей в 1920—1925 годах. После ликвидации Эскадры в Бизерте, (Тунис) эмигранты были вынужденными, в поисках работы расселиться по странам Магриба.
В 1921 году было зарегистрировано культурно-просветительское объединение «Cercle Russe d’Alger» (Русский кружок Алжира), который стал инициатором духовного попечения, пригласил священника и учредил приход. Первым русским священником в Алжире был бывший военно-морской священник протоиерей Евфимий Логодовский, отец архитектора и строителя русского храма в честь Воскресения Христова в Тунисе. В 1928 году он организовал храм святого апостола Андрея Первозванного, для чего использовалось доставленное из Туниса имущество корабельных церквей. Старостой прихода был А. К. Родионов. Среди помещений, где проводились богослужения значится также местный храм Англиканской церкви. С 1935 года в Алжире стала действовать домовая церковь Святой Троицы, в помощь настоятелю был направлен отец Василий Шустин. Они одновременно, до смерти Логодовского, обслуживали два русских храма. Шустин регулярно совершал поездки по стране с целью духовной опеки соотечественников, проживавших в других местах Алжира.
Первоначально на русскую общину в Алжире распространялась юрисдикция митрополита Евлогия (Георгиевского), в 1932 году он, в сопровождении диакона Евгения Вдовенко посетил Алжир.
Позже приходы перешли в РПЦЗ.
В 1936 году имущество общины апостола Андрея было передано приходу Святой-Троицы, в его архиве сохранился список, в котором упоминаются: жертвенник, свечной ящик, три аналоя, два подсвечника, хоругви, купель и другая церковная утварь, а также Евангелие и различные книги духовного содержания.
Перед Второй мировой войной русская колония в Алжире насчитывала около 500 человек.
6 сентября 1937 года о. Василий направил Первоиерарху митрополиту Анастасию (Грибановскому) доклад, в котором сообщал о перемещении церкви в помещение, которое она занимала все последующие годы, это нижний этаж многоквартирного жилого дома, расположенного недалеко от центра города на бульваре де Телемли (du Telemly), ныне бульвар Салах Буаквир, дом 39.
В 1946 году была предпринята попытка включения алжирских православных в юрисдикцию Патриаршего экзархата Московского патриархата в Западной Европе, в связи с чем архимандрит Варсонофий (Толстухин) настоятель Церкви Воскресения Христова в Рабате Марокко получил назначение быть благочинным русских церквей в Алжире и Марокко.
При русской общине в Алжире действовала библиотека, сконцентрировалась активная социальная и культурная жизнь, ставился вопрос о покупке земли и строительстве стационарного храма, так председатель ассоциации Лев Павлович Долгушин в октябре 1951 года писал об этом управляющему русскими приходами в Северной Африке архиепископу Пантелеимону (Рудык).
В 1958 году подписные листы на сбор средств были переданы благочинному Северной Африки протоиерею Митрофану Зноско-Боровскому.
В 1959 году после признания Францией права Алжира на самоопределение, начался процесс массового отъезда европейцев из страны. В марте 1964 года протоиерей Шустин переехал в город Канны на юге Франции. Богослужения изредка совершались бывавшими наездом греческими священниками Александрийского патриархата.
К 1968 году в Алжире оставалось всего 12 русских прихожан.
В 1998 году правительство Алжира передало Российской Федерации архив русского православного прихода за 1928 — 1956 годы.

## Русские в Алжире
Русские в Алжире увековечили память павших товарищей, установив небольшой православный памятник на местном военном кладбище, который сохранился до наших дней.
Известны имена соотечественников живших в Алжире:
Волков Владимир, писатель, лауреат премии Французской академии и Международной премии мира.
Васильев Алекс, контр-адмирал, участник боев в Северной Африке в 1942 году, в Марокко и Алжире. Сочинения: Vassilieff Alex. La guerre des soldats inconnus. Nice, 1991.
Гиацинтов Э. В., подполковник артиллерии в 1921 году приехал в Сиди-Бель-Аббес, служил во Французском иностранном легионе, где был капралом, впечатления за годы службы: 

Тут говорили, по-моему, на всех языках, существующих в мире… русских в Бель-Аббесе было всегда очень много… кадры учебной команды, то есть сержанты-инструктора были почти все русские— Гиацинтов Э. Записки белого офицера. СПб., 1992.
Гуськов Н. В., родился в 1901 году в Екатеринославе, окончил в Париже естественный факультет Сорбонны, Геологический институт и Высшую школу нефтеведения в Страсбурге, c 1930 года — в Марокко, где занимался геологической разведкой в горах Атласа. С 1934 года по 1940 год исследовал геологические залежи в Северном Марокко и составил общую геологическую карту страны, проводил обводнение в районе Коломб-Бешар в Алжире, в 1954 году нашел воду в окрестностях Бискры, где в его честь названа буровая скважина «Айн Гуськов». Советник по гидрологии алжирского правительства, наблюдал за работой бурения 60 скважин вплоть до своего отъезда из Алжира в 1968 году.
Жеховский Вениамин Павлович, астроном, родился в 1881 году в Варшаве, выпускник Московского университета, с 1912 года работал в Парижской обсерватории, потом был астрономом в Алжире, где стал известен, как специалист по небесной механике.
Мешков Николай Николаевич, геолог, родился в 1900 году в Москве, окончил Сорбонну, доктор геологии, занимался исследованиями в Сахаре, основал научно-исследовательский центр в Бени-Аббес.
Мешкова Екатерина Сергеевна, супруга последнего, основательница ботанического сада при научно-исследовательском центре в Бени-Аббес.
Пастушков М. Ф., легионер, военный музыкант, обращался с письмом в Посольство России во Франции.
Смоленский Михаил, легионер, служил в Бени-Аббес, в 1911 году обращался в Русское благотворительное общество в Париже.
Филипов Л., астроном, родился в 1883 году, работал в Алжире, умер в 1930-е годы.